# Добрынина (деревня)
Добрынина — упразднённая в декабре 2015 года деревня в Верхотурском городском округе Свердловской области, Россия.

## Географическое положение
Деревня Добрынина муниципального образования Верхотурский городской округ была расположена в 10 километрах (по автотрассе в 13 километрах) к востоку-юго-востоку от города Верхотурье, на левом берегу реки Тура. В окрестностях деревни, в 1 километре к северо-западу расположена старица Кривое озеро.

## История
Деревня была основана в XVII веке верхотурскими стрельцами Добрыниными.
В декабре 2015 года областным законом № 144-ОЗ была упразднена.

## Население
| 1873 | 2002 | 2010 |
| ---- | ---- | ---- |
| 13   | ↘0   | →0   |